# Пауль Клатт
Пауль Клатт (нім. Paul Klatt; 6 грудня 1896, Кроппен — 6 червня 1973, Ольхінг) — німецький воєначальник, генерал-лейтенант вермахту (15 січня 1945). Кавалер Лицарського хреста Залізного хреста з дубовим листям.

## Біографія
Учасник Першої світової війни. Після демобілізації армії залишений у рейхсвері, з 1929 року служив у саперних частинах. З 10 листопада 1938 року — командир 83-го гірського саперного батальйону. Учасник Польської і Норвезької кампаній. З 24 лютого 1941 року — командир 138-го гірського полку 3-ї гірської дивізії. Учасник німецько-радянської війни, воював у Заполяр'ї, на Мурманському фронті, з 1942 року — під Ленінградом. 24 грудня 1942 року важко поранений під Великими Луками. З 18 по 27 червня 1944 року — командир 44-ї імперської гренадерської дивізії. З 3 липня 1944 року — командир 3-ї гірської дивізії. 17 травня 1945 року в Бенешау взятий в полон радянськими військами. 8 червня 1950 року військовим трибуналом засуджений до 25 років таборів. 8 січня 1956 року переданий владі ФРН і звільнений.

## Нагороди
- Залізний хрест
  - 2-го класу (4 лютого 1916)
  - 1-го класу (12 березня 1920)
- Нагрудний знак «За поранення»
  - в чорному (30 грудня 1919)
  - в сріблі (9 січня 1943)
  - в золоті (29 вересня 1944)
- Почесний хрест ветерана війни з мечами
- Медаль «За вислугу років у Вермахті»
  - 4-го, 3-го і 2-го класу (18 років) (2 жовтня 1936) — отримав 3 медалі одночасно.
  - 1-го класу (25 років)
- Застібка до Залізного хреста
  - 2-го класу (30 березня 1940)
  - 1-го класу (8 грудня 1940)
- Орден Хреста Свободи 3-го класу з мечами (Фінляндія) (12 грудня 1941)
- Німецький хрест в золоті (14 квітня 1942)
- Лицарський хрест Залізного хреста з дубовим листям
  - лицарський хрест (4 січня 1943)
  - дубове листя (№686; 26 грудня 1944)
- Штурмовий піхотний знак в сріблі (29 вересня 1944)
- Двічі відзначений у Вермахтберіхт (4 жовтня і 5 листопада 1944)